# Geissanthus boliviana
Geissanthus boliviana là một loài thực vật có hoa trong họ Anh thảo. Loài này được Britton mô tả khoa học đầu tiên năm 1893.